# Białe wody
Białe wody - rzeki w Amazonii, których woda, dzięki unoszącej się zawiesinie (nieorganiczne sedymentujące cząsteczki), ma mlecznomętne zabarwienie. Ich przeźroczystość wynosi zaledwie od 10 do 50 cm, a odznaczają się również charakterystycznymi parametrami wody: wartość pH pomiędzy 6,2 - 7,2; miękka (rzadko średnio twarda) woda.